# Georgia May Foote
Georgia May Foote (Bury, 11 de febrero de 1991) es una actriz británica, más conocida por haber interpretado a Katy Armstrong en la serie Coronation Street.

## Biografía
Desde 2006 Georgia salió con un joven llamado John. Finalmente la pareja se comprometió en 2013; sin embargo, en febrero de 2015 se anunció que Georgia había terminado el compromiso. En 2015 comenzó a salir con el actor Sean Ward; sin embargo, la relación terminó a principios de 2016. En enero de 2016, salió con el bailarín profesional Giovanni Pernice, quien también fue su pareja de baile en el concurso Strictly Come Dancing, cuya relación terminó en agosto del mismo año.

## Carrera
Georgia apareció en un anuncio para la televisión en contra de la violencia doméstica en relaciones entre adolescentes.
En 2004 dio vida a Angela Fairley en la serie psicológica Conviction. En 2005 se unió al elenco de la serie Grange Hill, donde dio vida a Alison Simmons hasta 2008. En 2007 apareció en un episodio de la segunda temporada de la serie Life on Mars, donde interpretó a Angela Fairley; en la serie también interpretó a Charley Witham. Ese mismo año interpretó a Katy Barnes en la serie médica Doctors. En 2008 apareció como invitada en la serie médica Casualty, donde interpretó a Jennifer Thurber.
El 30 de julio de 2010, se unió al elenco de la popular serie británica Coronation Street, donde interpretó a la joven  Katy Armstrong hasta el 20 de marzo de 2015. Anteriormente, había aparecido por primera vez en la serie ese mismo año cuando interpretó a Jess Burrows en el episodio # 1.7254. El 27 de abril de 2014, se anunció que dejaría la serie ese mismo año.

## Filmografía

### Series de televisión
| Año         | Título              | Personaje        | Notas                       |
| ----------- | ------------------- | ---------------- | --------------------------- |
| 2010 - 2015 | Coronation Street   | Katy Armstrong   | 392 episodios               |
| 2010        | This Is England '86 | Gemma            | 2 episodios                 |
| 2010        | Emmerdale Farm      | Bryony Gregson   | episodio # 1.5583           |
| 2009        | Heartbeat           | Julie Tinniswood | episodio "The Hospital Job" |
| 2008        | Casualty            | Jennifer Thurber | episodio "Interventions"    |
| 2005 - 2008 | Grange Hill         | Alison Simmons   | 42 episodios                |
| 2007        | Doctors             | Katy Barnes      | episodio "Sink or Swim"     |
| 2007        | Life on Mars        | Angela Fairley   | episodio # 2.5              |
| 2006        | Sorted              | Rosie            | 3 episodios                 |
| 2004        | Conviction          | Angela Fairley   | 3 episodios                 |

### Películas
| Año  | Título        | Personaje | Notas                                                 |
| ---- | ------------- | --------- | ----------------------------------------------------- |
| 2009 | Cotton Stones | Lauren    | corto - junto a Ben Davies, Andrew Knott y Dean Smith |

### Apariciones
| Año             | Programa                            | Notas                                  |
| --------------- | ----------------------------------- | -------------------------------------- |
| 2016 - presente | Strictly Come Dancing Live Tour     | concursante                            |
| 2015            | Strictly Come Dancing               | 28 episodios - 2.º lugar - concursante |
| 2015            | Strictly Come Dancing: It Takes Two | 16 episodios                           |

## Premios y nominaciones
| Año  | Categoría      | Premio             | Serie             | Resultado |
| ---- | -------------- | ------------------ | ----------------- | --------- |
| 2014 | Sexiest Female | British Soap Award | Coronation Street | Nominada  |
| 2013 | Sexiest Female | British Soap Award | Coronation Street | Nominada  |